# Гурбанська Антоніна Іванівна
Гурбанська Антоніна Іванівна (нар. 21 листопада 1958 року, Грушка) — доктор філологічних наук, професор кафедри української мови і літератури; автор  трьох монографій, п'ятьох навчальних посібників,  понад двохсот статей з літературознавства, культурології і соціальних комунікацій для студентів філологічних та культурологічних спеціальностей, випускників загальноосвітніх навчальних закладів.

## Біографія
Народилася 21 листопада 1958 року в селі Грушка, що у Благовіщенському районі на Кіровоградщині.
Закінчила на відмінно Грушківську середню школу (1975), з відзнакою філологічний факультет Кіровоградського державного педагогічного  інституту ім. О. С. Пушкіна (1979). Працювала вчителем, заступником директора школи, завідувачем методичного кабінету відділу освіти Компаніївського району Кіровоградської області.
Із 1989 року займається науковою та викладацькою діяльністю у вищій школі. Навчалася в аспірантурі Національного педагогічного університету імені М.П.Драгоманова, де достроково захистила кандидатську дисертацію «Творчість Віктора Близнеця в контексті української прози 60-70-х років ХХ століття» (1994). Дисертацію на здобуття наукового ступеня доктора філологічних наук «Жанровий поліцентризм української повісті 60-80-х років ХХ століття» захистила в Київському національному університеті імені Тараса Шевченка (2010). Працювала деканом факультету довузівської і післядипломної освіти Кіровоградського державного педагогічного університету ім. В. Винниченка та Кіровоградського факультету Київського національного університету культури і мистецтв, завідувачем кафедри журналістики та видавничої справи, директором Інституту журналістики і міжнародних відносин, проректором з наукової роботи КНУКіМ.
Член експертної ради з гуманітарних та соціальних наук при Державній акредитаційній комісії Міністерства освіти і науки України, спеціалізованих учених рад із захисту докторських і кандидатських дисертацій, редколегій наукових фахових видань, науковий редактор і рецензент численних монографій, навчальних посібників і підручників.
Наукова діяльність.
Досліджує питання історії української літератури XIX-XXI століть, її концептуально-стильові пошуки, теорію літератури, проблеми жанрів, про що свідчать передусім монографічні студії «Віктор Близнець: Літературний портрет» (1998), «Жанровий дискурс української повісті 60-80-х років ХХ ст.» (2008), «Слово-людина-світ: студії з літературознавства, культурології та соціальних комунікацій» (2015), навчальні посібники «Жанр повісті у творчості письменників-шістдесятників» (2006), «Українська повість 60-80-х років ХХ ст.: проблеми поетики» (2008), «Іспит з української літератури» (2011, у співавторстві). Загальний же реєстр наукових, науково-популярних і методичних статей, краєзнавчих розвідок і нарисів, різнотематичних журналістських публікацій у періодиці сягає більше двох сотень позицій, серед яких «Українська мрія у повістях Т. Шевченка та письменників-шістдесятників: перегук віків» (2003), «Не заплющуй, Господи, очі…»: повість А. Дімарова «Тридцяті…» (2004),  «Образ дитини в художньому світі Володимира Винниченка (2005), «Стильова парадигма образу інтелігента у художній прозі І. Франка й Р. Іваничука» (2006),«Воєнні повісті Григора Тютюнника: сюжетно-композиційний дискурс» (2006), «Сльози Божої Матері» Є. Гуцала як метажанр» (2007),«Повісті Тараса Шевченка в антропологічному, аксіологічному й естетичному вимірах» (2009), «Образ журналіста в соціально-комунікаційній та  художній рецепції Володимира Дрозда (семантика і функції)» (2011),    «Микола Вінграновський: діалог письменника й кінематографіста» (2012),  «Наративний модус повістевої прози Бориса Харчука: внутрішній монолог (типи й функції)» (2013), «Молоде покоління у творчості поетів «Празької школи» та в рецепції Леоніда Куценка» (2013),  «Культурологічний вимір життя і творчості Віктора Близнеця» (2014), «Видання поезії Ліни Костенко в Україні та за кордоном у 50–70-х роках ХХ ст.: проблеми й дискусії» (2015), «Екзистенційний дискурс ранньої прози Валерія Шевчука» (2017)  та ін. Окремі статті А. Гурбанської публікувалися в Польщі, Росії, США.
Наукова школа-напрям: теорія жанрового поліцентризму і концептуально-стильові пошуки в художній літературі та мас-медіа.
Є членом Національної спілки письменників та Національної спілки журналістів  України.